# MS Seven Seas Voyager
M/S Seven Seas Voyager – jeden z najbardziej luksusowych wycieczkowców świata. 
Statek ma 207 metrów długości i prawie 30 metrów szerokości. Jego zanurzenie wynosi nieco ponad 7 metrów. Może zabrać na pokład prawie 1150 osób - 700 pasażerów i 447 członków załogi. 
Jednostka posiada jedenaście pokładów (dziewięć przeznaczonych dla turystów), kort tenisowy, siłownię, centrum odnowy biologicznej, kasyno, teatr, basen, spa i jacuzzi pod gołym niebem. Można również posiedzieć w kawiarence internetowej lub posłuchać koncertów fortepianowych.